# Тимофеевка (Шахтёрский район)
Тимофеевка (укр. Тимофіївка) — село на Украине, находится в Шахтёрском районе Донецкой области. Под контролем самопровозглашённой Донецкой Народной Республики.

## География

#### Соседние населённые пункты по странам света
С: —
СЗ: Никишино, Каменка
СВ: Весёлое
З: Кумшацкое, Димитрова
В: —
ЮЗ: Орлово-Ивановка
ЮВ: Стрюково
Ю: Петропавловка

## Население
Население по переписи 2001 года составляло 80 человек.

## Общие сведения
Почтовый индекс — 86200. Телефонный код — 6255.

## Адрес местного совета
86263, Донецкая область, Шахтёрский р-н, с.Рассыпное, ул.Ленина, 24